# Bitwa pod Podolem

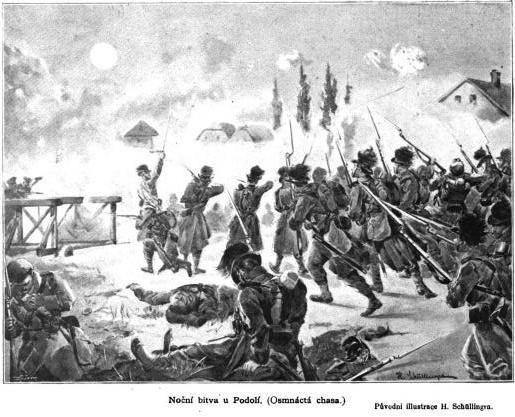
Nocne walki pod Podolem

Bitwa pod Podolem – starcie zbrojne, które miało miejsce 26/27 czerwca 1866 pod wsią Podolí (dziś Svijany koło Turnova), na północ od Pragi między pruską Armią Łaby a austriacką Armią Izery podczas wojny prusko-austriackiej o hegemonię w Związku Niemieckim za czasów Ottona von Bismarcka. Wojskami pruskimi dowodził Julius von Bose, a austriackimi Eduard Clam-Gallas.
Bitwa zakończyła się porażką wojsk austriackich, jednak Prusacy nie wykorzystali sukcesów z powodu błędów w dowodzeniu.